# نابیناگر
نابیناگر (به لاتین: Nabinagar) یک منطقهٔ مسکونی در بنگلادش است که در ناحیه برهمن‌بریه واقع شده‌است. نابیناگر ۳۵۳٫۶۶ کیلومتر مربع مساحت و ۴۹۳٬۵۱۸ نفر جمعیت دارد.